# Hands Up (Give Me Your Heart)
A Hands Up (Give Me Your Heart) című dal a francia Ottawan diszkóduó 1981-ben megjelent nagy sikerű kislemeze a második, Ottawan 2 című albumról. A dal számos országban slágerlistás helyezett volt, és hasonló sikereket ért el, mint debütáló kislemezük, a D.I.S.C.O. című.
A dal magyar átiratát Hol vagy Józsi? címmel Kovács Kati énekelte 1982-ben.

## Tracklista
7" kislemez
 Franciaország (Carrere CAR 2068)
1. "Hands Up (Give Me Your Heart) – 3:11
2. "Hands Up (Give Me Your Heart) (Instrumental) – 3:12

12" Maxi
 Mexikó (Peerless Maxi 0038)
1. "Haut Les Mains (Donne-Moi Ton Cœur)" – 5:00
2. "Shalalala Song" – 4:40

## Slágerlista
| Slágerlista 1981                 | Legmagasabb helyezés |
| -------------------------------- | -------------------- |
| Ausztria                         | 3                    |
| Belgium Ultratop 50 Flanders     | 4                    |
| Németország Media Control Charts | 2                    |
| Írország                         | 1                    |
| Hollandia                        | 3                    |
| Norvégia                         | 1                    |
| Egyesült Királyság               | 3                    |
| Svájc                            | 4                    |
| Svédország                       | 2                    |
| Új-Zéland                        | 1                    |

## Külső hivatkozások
- Megjelenések a Discogs oldalán[13]
- Dalszöveg[14]
- Hands Up 2000 – Élő felvétel[15]
- D.I.S.C.O. 2014 – Élő felvétel Oroszországból[16]